# راگونوالیا
راگونوالیا (انگلیسی: Ragonvalia)یک منطقه مسکونی در کشور کلمبیا است.